# OR10AD1
OR10AD1 (англ. Olfactory receptor family 10 subfamily AD member 1) – білок, який кодується однойменним геном, розташованим у людей на короткому плечі 12-ї хромосоми. Довжина поліпептидного ланцюга білка становить 317 амінокислот, а молекулярна маса — 35 698.
| 10         |  | 20         |  | 30         |  | 40         |  | 50         |
| ---------- |  | ---------- |  | ---------- |  | ---------- |  | ---------- |
| MLRNGSIVTE |  | FILVGFQQSS |  | TSTRALLFAL |  | FLALYSLTMA |  | MNGLIIFITS |
| WTDPKLNSPM |  | YFFLGHLSLL |  | DVCFITTTIP |  | QMLIHLVVRD |  | HIVSFVCCMT |
| QMYFVFCVGV |  | AECILLAFMA |  | YDRYVAICYP |  | LNYVPIISQK |  | VCVRLVGTAW |
| FFGLINGIFL |  | EYISFREPFR |  | RDNHIESFFC |  | EAPIVIGLSC |  | GDPQFSLWAI |
| FADAIVVILS |  | PMVLTVTSYV |  | HILATILSKA |  | SSSGRGKTFS |  | TCASHLTVVI |
| FLYTSAMFSY |  | MNPHSTHGPD |  | KDKPFSLLYT |  | IITPMCNPII |  | YSFRNKEIKE |
| AMVRALGRTR |  | LAQPQSV    |  |            |  |            |  |            |

A: Аланін

C: Цистеїн

D: Аспарагінова кислота

E: Глутамінова кислота

F: Фенілаланін

G: Гліцин

H: Гістидин

I: Ізолейцин

K: Лізин

L: Лейцин

M: Метіонін

N: Аспарагін

P: Пролін

Q: Глутамін

R: Аргінін

S: Серин

T: Треонін

V: Валін

W: Триптофан

Кодований геном білок за функціями належить до рецепторів, g-білокспряжених рецепторів, білків внутрішньоклітинного сигналінгу. 
Локалізований у клітинній мембрані, мембрані.